# Partenariato orientale
Il Partenariato orientale è un programma di associazione che l'Unione europea ha in corso con Armenia, Azerbaigian, Bielorussia, Georgia, Moldavia e Ucraina. Nato nel quadro della politica europea di vicinato, il progetto mira a favorire un avvicinamento di questi sei paesi all'Unione europea. Il partenariato è stato approvato il 26 maggio 2008 ed il primo vertice si è tenuto il 7 maggio 2009 a Praga.

## Storia
L'idea del partenariato è stata proposta dal governo polacco con il sostegno svedese alla riunione del Consiglio per gli affari generali e le relazioni esterne dell'Unione europea tenutosi il 26 maggio 2008. Venne discussa ed approvata alla riunione del Consiglio europeo avvenuta nel giugno successivo, in cui venne approvata anche l'istituzione dell'Unione per il Mediterraneo. La creazione del partenariato orientale è stata concepita come bilanciamento del rafforzamento delle relazioni dell'Unione europea con i paesi del vicinato mediterraneo.
Il vertice inaugurale del partenariato si è tenuto il 7 maggio 2009 a Praga. Il primo incontro dei Ministri degli esteri nel quadro del partenariato ha avuto luogo l'8 dicembre 2009 a Bruxelles. L'Unione europea decise di mettere a disposizione del partenariato orientale 350 milioni di euro aggiuntivi per il periodo fino al 2013, raggiungendo così un importo totale di 600 milioni di euro. Nell'incontro si decise inoltre di preparare l'apertura dei negoziati per la creazione di accordi bilaterali di associazione tra Unione europea e paesi partner, con l'eccezione dell'Ucraina, con cui i colloqui erano già cominciati nel settembre 2008. I colloqui con la Moldavia sono iniziati il 12 gennaio 2010. A luglio sono seguiti gli inizi dei colloqui con Armenia, Azerbaigian e Georgia. I colloqui con la Bielorussia non sono stati aperti, a causa della situazione politica interna del paese.
Il rafforzamento e rilancio del partenariato orientale sono stati uno degli obiettivi principali del turno di presidenza del Consiglio dell'Unione europea detenuto dalla Polonia nel secondo semestre del 2011. Il 29 e 30 settembre 2011 la Polonia ha ospitato il vertice regolare del partenariato. Al centro delle discussioni vi sono state le violazioni dei diritti umani in Bielorussia ed Ucraina. Invece che con il presidente bielorusso Aleksandr Lukaschenko, che è considerato l'ultimo dittatore d'Europa, la cancelliera tedesca Angela Merkel si è incontrata in segno di protesta con le opposizioni bielorusse, e in risposta la delegazione ufficiale bielorussa ha disertato il vertice.
Il 28 giugno 2021 la Bielorussia ha annunciato la sospensione della sua partecipazione al partenariato orientale come conseguenza delle sanzioni applicate dall'Unione europea in risposta al dirottamento del volo Ryanair 4978, disposto dal governo bielorusso allo scopo di arrestare il giornalista e dissidente Roman Protasevič e la sua fidanzata Sofia Sapega.

## Partecipanti
- Unione europea
- Armenia
- Azerbaigian
- Bielorussia
- Georgia
- Moldavia
- Ucraina

## Obiettivi
L'obiettivo principale del partenariato è il rafforzamento dei legami politici, economici e commerciali tra l'Unione europea ed i partner orientali, mediante iniziative che favoriscono la circolazione di beni, servizi, capitali e persone all'interno dell'area.
L'Unione europea persegue anche l'obiettivo di estendere il suo modello politico e promuovere alcuni suoi valori nell'Europa orientale. La promozione dei diritti umani, dello stato di diritto e della democrazia è vista come un obiettivo significativo, assieme alla promozione dell'economia di mercato, dello sviluppo sostenibile e della buona governance.
Tra gli obiettivi dell'Unione europea ci sono anche obiettivi strategici. I paesi interessati dal partenariato orientale sono collocati in maniera strategica tra l'Unione europea e la Russia, ed entrambi questi soggetti cercano di estendere e rafforzare la propria influenza nell'area. I partner orientali hanno inoltre un'importanza strategica per l'approvvigionamento energetico dell'Unione europea. A causa della situazione geopolitica, la Russia ha un atteggiamento prevalentemente negativo nei confronti del partenariato orientale ed ha accusato l'Unione europea di tentare di creare una nuova sfera di influenza nell'Europa orientale. Il ministro degli esteri russo Sergej Lavrov ha ipotizzato una futura adesione della Russia al partenariato.
Anche se il partenariato orientale non prelude ad un allargamento dell'Unione europea verso est, un eventuale ingresso futuro nell'Unione europea degli stati partner non è escluso.

## Contenuti e strumenti
Uno degli strumenti principali del partenariato è costituito dagli accordi bilaterali di associazione tra l'Unione europea e i singoli partner orientali. L'avvio dei negoziati e la conclusione degli accordi richiede tra le altre cose un impegno dei paesi partner a favore dei valori promossi dall'Unione europea.
Per il periodo 2010-2013 l'Unione europea ha stanziato 600 milioni di euro per il partenariato, nell'ambito dello strumento europeo di vicinato e partenariato. 350 milioni finanziano progetti che promuovono la democrazia, la governance, la stabilità, l'integrazione economica, l'armonizzazione legislativa, la sicurezza energetica e i contatti tra i cittadini, 175 milioni finanziano i programmi di riforma e rafforzamento istituzionale e 75 milioni finanziano programmi pilota di sviluppo regionale mirati a ridurre le disparità sociali ed economiche.
Nel lungo termine, potrà essere istituita una zona di libero scambio comprendente l'Unione europea e i partner orientali e potrà essere reso più facile viaggiare all'interno dell'area.

## Istituzioni
A differenza dell'Unione per il Mediterraneo, il partenariato orientale non dispone di un proprio segretariato o di altre istituzioni proprie. Da parte europea le iniziative del partenariato sono gestite dalla Commissione europea.
Sono previsti incontri annuali dei ministri degli esteri e un vertice ogni due anni. A livello parlamentare è stata costituita l'assemblea Euronest, alla quale appartengono membri del Parlamento europeo e dei parlamenti degli stati membri orientali.

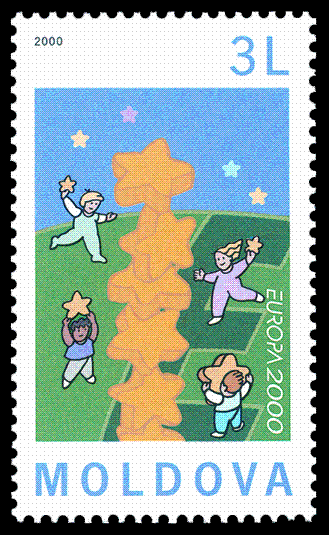
Francobollo moldavo: 50 anni dalla Dichiarazione Schuman.